# Tölkkäänsaari
Tölkkäänsaari är en ö i Finland. Den ligger i sjön Pihlajavesi och i kommunen Nyslott i  landskapet Södra Savolax, i den sydöstra delen av landet, 290 km nordost om huvudstaden Helsingfors. Öns area är 0,3 hektar och dess största längd är 140 meter i nord-sydlig riktning.